# Kim Thayil
Kim Thayil (Seattle, 4 settembre 1960) è un chitarrista statunitense, membro fondatore, assieme a Chris Cornell e Hiro Yamamoto, della band grunge dei Soundgarden.

## Biografia
Nato a Seattle il 4 settembre 1960 da una famiglia originaria del Kerala (India), cresce nei sobborghi di Chicago. Conosce Hiro Yamamoto alla Rich East High School, e, nel 1981, dopo lo scioglimento della sua prima band Identity Crisis, con questi si trasferisce a Seattle, dove Thayil studia filosofia alla University of Washington. Nel 1984, fondano i Soundgarden con Chris Cornell. La band si scioglierà nel 1997 per poi riunirsi nel 2010 e sciogliersi nuovamente alla morte di Cornell, nel 2017.
Voce principale: Soundgarden
Del background etnico e culturale della band, Thayil ricorda:
Tra le sue influenze musicali che hanno contribuito a formarne il suono come chitarrista vi sono Beatles, Kiss, Stooges, New York Dolls, MC5, Ramones, Devo, Pere Ubu, Minutemen, Meat Puppets, Butthole Surfers, Bauhaus, Jeff Beck, Jimi Hendrix.
Parlando del così detto 'Seattle Sound', Thayil lo ricorda come un momento di incontro e confronto con le altre band:
Sul termine grunge, Thayil dichiara:

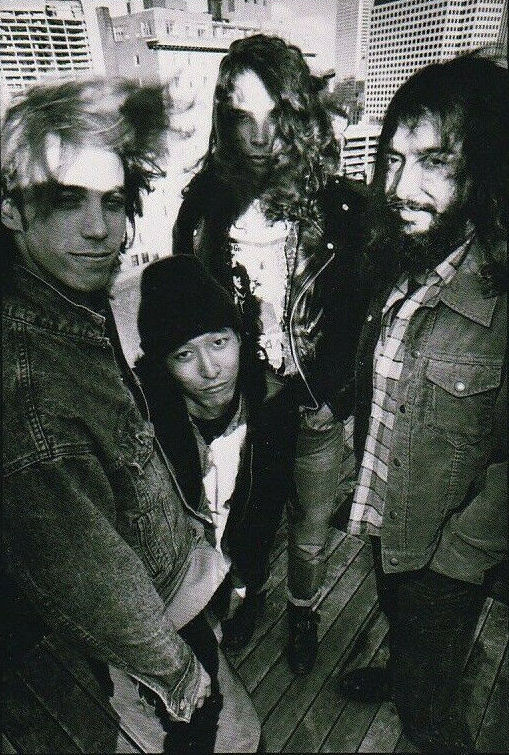
I Soundgarden in una foto promozionale SubPop, Seattle, 1987. Foto Charles Peterson

Sui pezzi dei Soundgarden a cui è maggiormente legato:
Oltre all'impegno come chitarrista dei Soundgarden, Thayil prende parte a diversi progetti tra cui: Pigeonhed, Presidents of the United States of America, PROBOT, progetto heavy metal di Dave Grohl, No WTO Combo con Jello Biafra e Krist Novoselic, 3rd Secret con quest'ultimo e Matt Cameron.
Nel 2019 Thayil partecipa a Los Angeles al concerto-tributo in ricordo di Chris Cornell, I Am The Highway:
È riconosciuto dai colleghi e dai media come uno dei migliori chitarristi degli anni Novanta, e inserito in diverse classifiche tra i cento migliori di tutti i tempi.

## Strumentazione

### Primi anni
Chitarre: Guild S-100

Amplificatore: Bass Ampeg mesa boogie w/15" speaker

Effetti: Jim Dunlop Crybaby wah, MXR chorus

### Badmotorfinger
Chitarre: Guild S-100, Gibson Les Paul Custom Lite, Gibson Firebird

Amplificatore: Peavey VTM-120, Music Man HD130, Mesa Boogie Dual Rectifier

Effetti: Per dare un sound heavy in studio, molte tracce di chitarra furono stratificate per aggiungere ciò che mancava nei precedenti album.

### Superunknown
Chitarre: Guild S-100, Gibson Les Paul, Fender Telecaster

Amplificatore: Mesa Boogie Dual Rectifiers, Mesa Boogie 50-watt Mavericks, un vecchio Fender Super, un Fender Princeton, Fender Twin Reverbs e Vibro-Kings ed una vecchia testata Orange.

Effetti: Intellitronics LA-2 and Summit DI

### Down on the Upside
Chitarre: Guild S-100, Fender Telecaster, Fender Jazzmaster

Amplificatore: Mesa Boogie Dual Rectifiers

Effetti: Jim Dunlop Crybaby wah, Colorsound wah, Jim Dunlop Rotovibe, Mu-Tron